# Tabanera la Luenga
Tabanera la Luenga es un municipio y localidad española de la provincia de Segovia, en la comunidad autónoma de Castilla y León. El término municipal tiene una población de 53 habitantes (INE 2024).

## Geografía

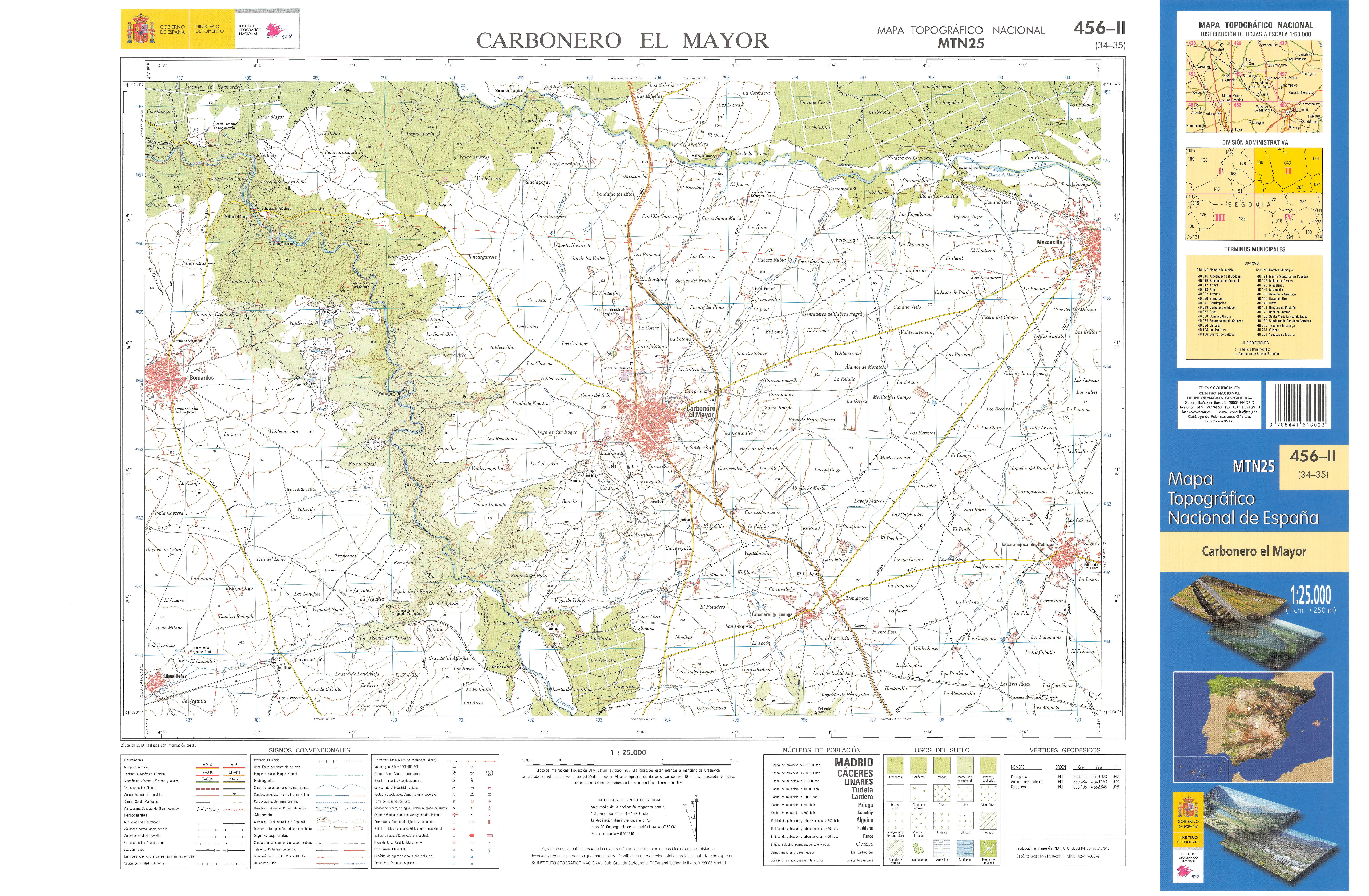
Fragmento de la hoja 456 del Mapa Topográfico Nacional de España de 2010 en el que se representa Tabanera la Luenga

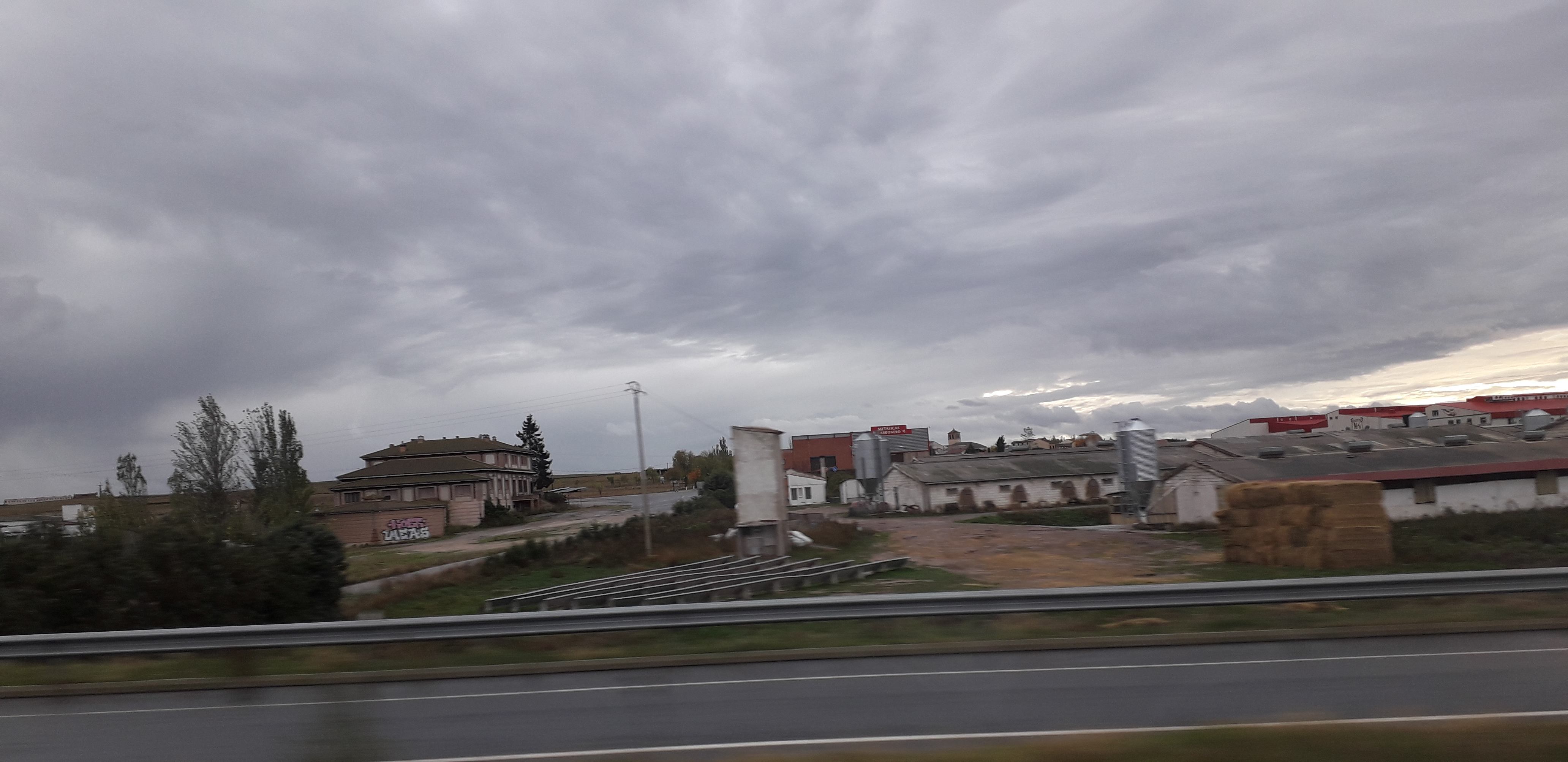
Vista desde la Autovía de Pinares

Está a una distancia de 23 km de Segovia, la capital provincial, y a 120 km de Madrid. Tabanera la Luenga está integrada dentro del Sexmo de Cabezas en la Comunidad de la Villa y Tierra de Segovia y pertenece al partido judicial de Segovia.
| Noroeste: Carbonero el Mayor | Norte: Carbonero el Mayor | Noreste: Mozoncillo           |
| Oeste: Armuña                |                           | Este: Escarabajosa de Cabezas |
| Suroeste: Armuña             | Sur: Yanguas de Eresma    | Sureste: Yanguas de Eresma    |

## Historia
La localidad estuvo englobada en la comunidad de villa y tierra de Segovia dentro del sexmo de Cabezas.

Hacia mediados del siglo XIX el lugar tenía contabilizada una población de 137 habitantes. Aparece descrito en el decimocuarto volumen del Diccionario geográfico-estadístico-histórico de España y sus posesiones de Ultramar de Pascual Madoz de la siguiente manera:

TABANERA LA LUENGA: l. con ayunt de la prov., part. jud. y dióc. de Segovia (3 leg.), aud. terr. de Madrid (18), c g. de Castilla la Nueva: sit., en una ladera; le domina al N. una pequeña colina, llamada el Otero, y al S. la citada ladera que forma una cord. de corta elevacion; está bien combatida por los vientos, y su clima es sano. Tiene 40 casas, inclusa la de ayunt. que sirve á la par de cárcel; escuela de primeras letras con dotacion convencional, que por lo comun consiste en 16 fan. de trigo, las cuales pagan los padres de los 24 á 30 niños que á ella concurren; una igl. parr. (San Vicente Mártir) con curato de primer ascenso y de provision ordinaria; una ermita, la Vera-Cruz, propia del pueblo y sostenida por los fieles, y un cementerio, que sin embargo de hallarse al rededor de la igl. no perjudica á la salud pública; los vec. se surten para sus usos de las aguas de un pozo que hay cerca del pueblo. Confina el térm. N. Carbonero y Mozoncillo; E. Cantimpalos y Escarabajosa; S. Yanguas, y O. la Armuña: su mayor dist., que es por la parte de Mozoncillo, no pasa de 1/2 leg. El terreno es llano, flojo y árido, pues apenas se encontrará una obrada de primera calidad, siendo de segunda la tercera parte, y de tercera las otras dos: la laboriosidad y esmero en el cultivo hacen, sin embargo, producir regularmente á las tierras: al O. del pueblo y 12 leg. escasa hay un pequeño pinar, de 1/4 leg. de largo por 100 pasos de ancho; el r. Eresma pasa á 1/2 leg. largo de la pobl. y divide su térm. del de la Armuña. caminos: el que de Segovia dirige á Carbonero, y los locales. prod.: trigo, cebada, centeno, algarrobas, algo de garbanzos, patatas y vino; escede de lo necesario para el consumo, y el sobrante se vende bien á los panaderos de Carbonero que van á buscarlo, ó bien en los mercados de Segovia, Fuentepelayos y Sta. María de Nieva, de cuyos puntos se importa lo necesario para vestir. pobl.: 36 vec., 137 almas. cap. imp.: 21,900 rs. contr.: 20'72 por 100.
(Madoz, 1849, p. 539)

## Demografía
Cuenta con una población de 53 habitantes (INE 2024).
| Gráfica de evolución demográfica de Tabanera la Luenga entre 1842 y 2021                                              |
| |
| Población de derecho según los censos de población del INE. Población de hecho según los censos de población del INE. |

## Administración y política
| Periodo   | Nombre                    | Partido   |
| --------- | ------------------------- | --------- |
| 1979-1983 | Eulogio Martín Lázaro     | UCD       |
| 1983-1987 | Eulogio Martín Lázaro     | AP-PDP-UL |
| 1987-1991 | Roman Martín Sanz         | PDP       |
| 1991-1995 | Teodomiro Merino Martín   | PP        |
| 1995-1999 | Pedro Manso Iglesias      | PP        |
| 1999-2003 | Esther Sancho Castro      | PP        |
| 2003-2007 | Mercedes Rodríguez Martín | PSOE      |
| 2007-2011 | Pedro Manso Iglesias      | PP        |
| 2011-2015 | Tomás de Andrés Molinera  | PP        |
| 2015-2019 | Tomás de Andrés Molinera  | PP        |
| 2019-2023 | Tomás de Andrés Molinera  | PP        |
| 2023-act. | Tomás de Andrés Molinera  | PP        |

## Patrimonio
Iglesia parroquial de San Vicente Mártir
La iglesia parroquial de San Vicente Mártir lleva el nombre del patrón de Tabanera. Es un edificio de época barroca, sobre el que destaca su torre de dos cuerpos, que se comenzó en sillarejo y se remató con un campanario de ladrillo. Dentro del templo destaca la pila bautismal y el retablo mayor barroco. El retablo junto con el Calvario del siglo XVII formaron parte de la exposición de las Edades del Hombre que tuvo lugar en Segovia en 2003. 
Las tablas del retablo mayor fueron pintadas por un artesano manierista (de nombre desconocido) entre 1566 y 1568. La caja del retablo y la imagen de San Vicente fueron aderezadas por Nazario de Vega en 1607.
Ermita del Santo Cristo de la Veracruz
Es un pequeño edificio barroco que hoy forma parte del nuevo cementerio, y donde se aloja la imagen del Santísimo Cristo de la Veracruz de gran devoción en el pueblo.

## Fiestas
- San Vicente Mártir (22 de enero)
- Virgen del Rosario (primer fin de semana de agosto)
- Santa Bárbara (4 de diciembre)